# إرساب

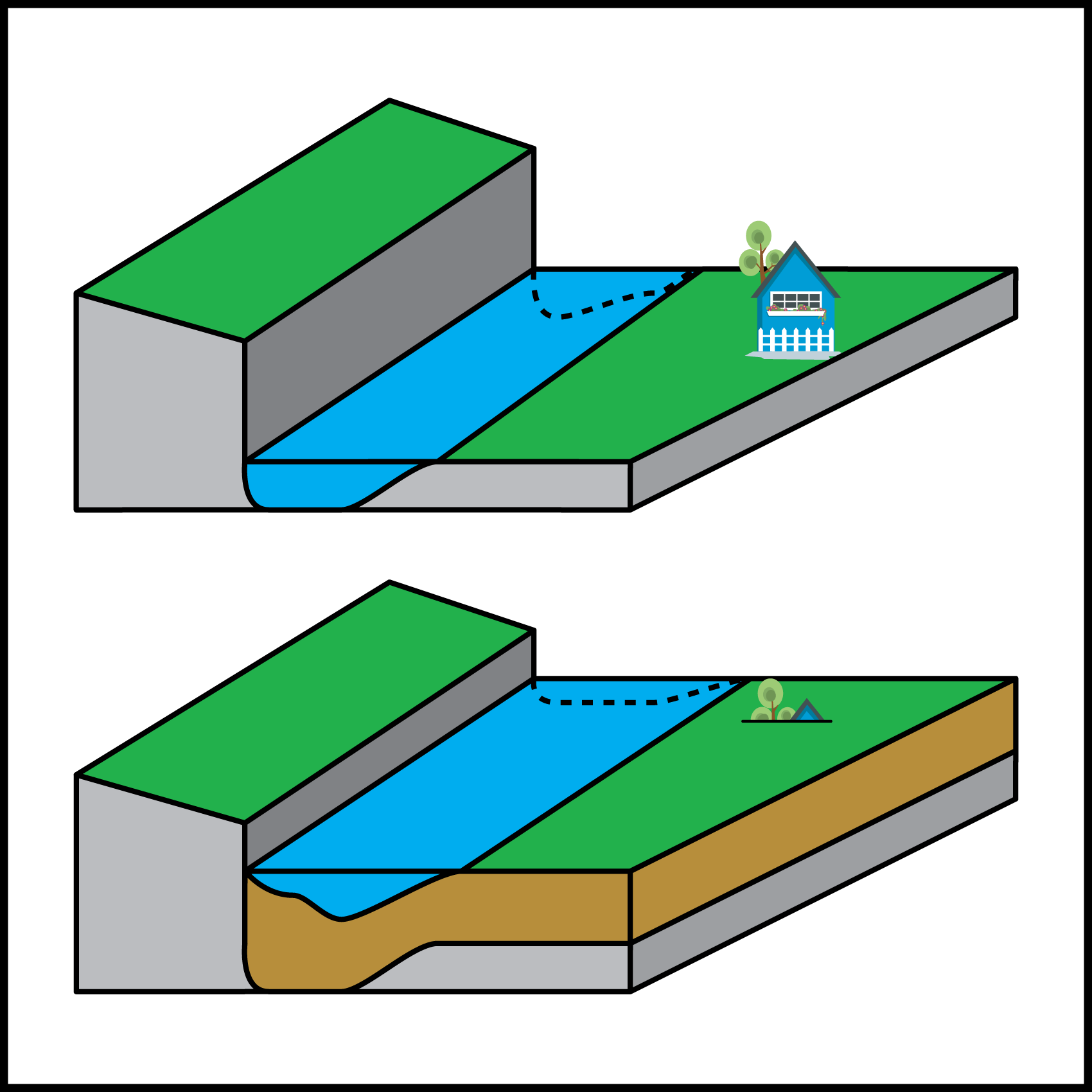
رسم تخطيطي لتراكم الرواسب (التسوية بالإرساب) في قناة نهرية. تظهر الرواسب باللون البني. ويتدفق النهر على القاعدة الظاهرة في الصورة العلوية، ولكن بسبب تراكم الرواسب بمرور الوقت، ارتفع مجرى النهر. وأدى ذلك إلى دفن المنزل في الصورة السفلية.

الإطماء أو الرَّدْم أو التسوية أو الإرساب هو مصطلح يستخدم في علم الجيولوجيا للإشارة إلى الزيادة في ارتفاع مستوى اليابسة نتيجة تراكم الرواسب. ويحدث الإرساب في المناطق التي تكون بها كمية الرواسب أكبر من كمية المواد التي يكون النظام قادرًا على نقلها. ويتم وصف توازن الكتلة بين الرواسب التي يتم نقلها وبين الرواسب التي تمكث في القاع من خلال معادلة إكسنر.
تضم بيئات الإرساب العادية الأنهار الطميية المنخفضة ودلتا الأنهار والمراوح الطميية. وغالبًا ما تشهد البيئات الطميية هبوطًا بطيئًا يعمل على تحقيق توازن في الزيادة في ارتفاع مستوى سطح الأرض الناتج عن الإرساب. وبعد ملايين السنوات، ستصبح البيئة الطميية حوضًا رسوبيًا يحتوي على رواسب مترسبة، بما في ذلك القنوات المدفونة والسهول الفيضية القديمة.
قد يحدث الإرساب نتيجة للتغيرات في المناخ واستخدام الأراضي والنشاط الجيولوجي، مثل الثوران البركاني والزلازل والتصدع. فعلى سبيل المثال، قد تؤدي حالات الثوران البركاني إلى أن تحمل الأنهار رواسب أكثر من قدرة التدفق على نقلها: ويؤدي ذلك إلى دفن القناة القديمة والسهل الفيضي الخاص بذلك النهر. وفي مثال آخر، قد تزداد كمية الرواسب التي تدخل قناة نهرية عندما يصبح المناخ أكثر جفافًا. وتكون هذه الزيادة في كمية الرواسب ناتجة عن انخفاض في تماسك التربة الناتج عن إعاقة نمو النبات. وتؤدي الظروف الجوية الأكثر جفافًا إلى انخفاض في تدفق النهر في نفس الوقت الذي يتم فيه تكون الرواسب بكميات أكبر، مما يؤدي إلى أن يصبح النهر مليئًا بالرواسب.
في عام 2009، ذكر تقرير صادر عن باحثين من جامعة كولورادو ببولدر نُشر في مجلة نيتشر لعلوم الأرض (Nature Geoscience) أن تقليل الإرساب كان يسهم في زيادة خطورة التعرض للفيضانات في العديد من مناطق الدلتا .